# Verbascum stepporum
Verbascum stepporum är en flenörtsväxtart som beskrevs av Hub.-mor.. Verbascum stepporum ingår i släktet kungsljus, och familjen flenörtsväxter. Inga underarter finns listade i Catalogue of Life.